# 駿台模試
駿台模試（すんだいもし）は、大学受験対策として、駿台予備学校が実施している模擬試験の総称。

## 模試の種類

### 現在実施されている模試

#### 高3・高卒生対象
- 2021年度実施分より、駿台独自開催の模試に関してはWeb返却のみとなった（ベネッセ共催・代ゼミ共催は除く）。
- ★が付してあるものは紙媒体での返却がある模試、付していないものはWeb返却のみの模試。

マーク式（大学入学共通テスト対策）
- 駿台atama+共通テスト模試

年2回実施（第1回は5月、第2回は7月に実施）、オンライン受験と会場受験の選択可。
- 駿台・ベネッセ大学入学共通テスト模試（ベネッセコーポレーションと共催）★

年2回実施（第1回は9月、第3回は11月に実施、第2回は記述模試として実施）。Web返却は行われず、オンライン受験もできない。
- 駿台atama+プレ共通テスト

年1回、12月の大学入学共通テストの1か月前にあたる週に開催。オンライン受験と会場受験の選択可。
記述式
- 駿台全国模試（ハイレベル）

年2回実施（第1回は5月、第2回は9月に実施）。今なお、受験業界では大手3予備校の単独開催公開模試の中では「最難」レベルと謳われている。そのため、全国模試を文字って通称「残酷模試」と呼ばれることもある。受験者は東大・京大・医学部を志願する生徒が多く、進学校の在卒生が多く占める。
- 駿台・ベネッセ記述模試（ベネッセコーポレーションと共催）★

年1回、10月に実施。記述模試ではあるが、模擬試験受験当日に使用した答案そのものは返却されない。代わりに受験した教科すべての答案を縮小複写し、そこにパソコン字で採点した文書の形で返却される。Web返却は行われない。駿台全国判定模試（2019年まで、2020年は駿台学力判定模試）が2021年度以降は実施されていないため、現在は本模試が（大学別入試実戦模試を除く）駿台の一般公開記述模試において唯一のスタンダードレベルとなる。
- 実戦模試（大学別模試）
  - 東大入試実戦模試[3]（駿台・Z会と共催、年2回実施・2日間開催）
  - 京大入試実戦模試（駿台・Z会と共催、年2回実施）
  - 北大入試実戦模試
  - 東北大入試実戦模試
  - 名大入試実戦模試
  - 阪大入試実戦模試
  - 神戸大入試実戦模試
  - 九大入試実戦模試
- 入試プレ（大学別模試、代ゼミと共催）[4]
  - 早大入試プレ
  - 慶大入試プレ

#### 高2生対象
記述式（ハイレベル）
科目は、第1回・第2回高2駿台全国模試は英語（リスニング必須）・数学・国語のみ、第3回高2駿台全国模試および高2アドバンストは加えて理科（物理、化学、生物）・地歴（地理、日本史、世界史）も実施。
- 高2駿台全国模試（年3回実施）[5][6]
- 高2アドバンスト（Z会と共催）

#### 高1生対象
記述式（ハイレベル）
科目は、いずれも英語（リスニング必須）・数学・国語のみ実施。
- 高1駿台全国模試（年3回実施）
- 高1アドバンスト（Z会と共催）

#### 中3生対象
記述式（ハイレベル）
- 中3駿台全国模試

### 過去に実施されていた模試
記述式（スタンダードレベル）
- 駿台全国判定模試

2019年まで開催。かつては、高1・高2生向けにも実施されていたが、末期は高3・高卒生のみ対象。駿台独自開催の記述式模試（大学別実戦模試を除く）では、唯一のスタンダードレベル模試であった。